# Florian Dick
Florian Dick (ur. 9 listopada 1984 w Bruchsal) – niemiecki piłkarz występujący na pozycji obrońcy w niemieckim klubie Kaiserslautern.